# (3080) Moisseiev
(3080) Moisseiev est un astéroïde de la ceinture principale.

## Description
(3080) Moisseiev est un astéroïde de la ceinture principale. Il fut découvert le 3 octobre 1935 à Simeis par Pelagueïa Shajn. Il présente une orbite caractérisée par un demi-grand axe de 2,61 UA, une excentricité de 0,20 et une inclinaison de 13,9° par rapport à l'écliptique.

## Compléments